# Meurtre d'Alexandra Măceșanu
 (décembre 2019).
Le meurtre d'Alexandra Măceșanu est un crime ayant eu lieu à Caracal, dans le județ d'Olt, en Roumanie, le 25 juillet 2019.
La police roumaine est alors vivement critiquée pour avoir mis 19 heures à localiser et fouiller le bâtiment où la victime a été retenue captive. Le traitement de l'affaire a suscité l'indignation et les protestations à grande échelle, qui ont conduit à la destitution du ministre de l'Intérieur, Nicolae Moga, et d'autres responsables politiques,,. 

## Meurtre
Alexandra Măceșanu, âgée de 15 ans, disparaît le 25 juillet alors qu'elle faisait de l'auto-stop de Caracal jusqu'à son village de Dobrosloveni . Elle est enlevée par un homme en voiture, Gheorghe Dincă, mécanicien âgé de 65 ans, qui la viole et la bat. Retenue captive chez Dincă, Alexandra parvient à appeler le 112 à trois reprises, avec un téléphone qu'elle trouve dans la maison. 
L'oncle d'Alexandre, Alexandru Cumpănașu, publie la transcription de ses appels sur son Facebook pour montrer « la pourriture d'un système meurtrier et le courage de cet incroyable enfant ». Par respect pour la victime et sa famille, les appels eux-mêmes n'ont pas été rendus publics, mais uniquement la transcription. Le premier appel a eu lieu à 11 h 5 le 25 juillet. Alexandra se présente à l'opérateur 112, déclare avoir été enlevée et être détenue dans une maison de Caracal. L'opérateur lui demande si elle a été violée, ce qu'elle lui confirme. L’opérateur lui dit qu’il aurait besoin de savoir où elle se situe exactement. Lors de son deuxième appel, à 11 h 6, Alexandra précise qu'elle a été enlevée par une voiture, avoir les yeux bandés et être enfermée dans une pièce. Elle se souvient d'être passée un barrage et pense être à Bold, un quartier de Caracal. Elle ne se souvient pas de la plaque d'immatriculation mais se rappelle que la voiture est grise. Elle déclare avoir trouvé le nom de Lucian Gabriel Popescu sur une carte de visite dans la maison, mais qu'elle ne sait pas s'il s'agit ou non du nom du ravisseur. Elle mentionne également téléphoner depuis le téléphone du ravisseur qu'elle a également trouvé dans la chambre. La police prend le relais de l'opérateur 112 à 11 h 7 ; Alexandra donne alors l'adresse sur la carte de visite à la police, mais l'agent de police lui répond que c'est l'adresse d'un immeuble alors qu'elle déclare être détenue dans une maison individuelle. Le troisième appel a eu lieu à 11 h 12, Alexandra demande si une voiture de police est en route et dit craindre que le ravisseur ne revienne. La police prend l'appel et précise qu'elle n'est pas sûre que la carte de visite appartienne à l'auteur. Au cours de ces trois appels, les opérateurs 112 et les policiers lui parlent avec ironie et condescendance, tandis qu'Alexandra implore leur aide et répète à plusieurs reprises qu'elle est effrayée. 
La police parvient à identifier la maison à 2 h du matin le lendemain. Malgré cela, ils attendent des heures avant d'entrer dans le bâtiment avec un mandat de perquisition, même si la loi ne leur en impose pas l'obtention. 
La police arrête Dincă, qui admet également le meurtre de Luiza Melencu, âgée de 18 ans et disparue en avril. Des restes humains sont trouvés dans sa maison. Un test ADN confirme qu'il s'agit des restes d'Alexandra.

## Réactions publiques
L'affaire suscite un tollé général en Roumanie et la nouvelle de l'assassinat et des événements qui l'ont suivi se propage à travers toute l'Europe. Le 27 juillet, plus de 2 500 personnes manifestent à Bucarest. Le ministre de l’Intérieur nouvellement nommé, Nicolae Moga, limoge le chef de la police nationale, Ioan Buda, le préfet du județ d’Olt, Petre Neacsu, et le chef de la police du județ d’Olt, Cristian Voiculescu avant de démissionner à son tour, une semaine seulement après son entrée en fonction. La ministre de l'Éducation, Ecaterina Andronescu, est également limogée par le Premier ministre après avoir déclaré que « les jeunes filles devraient savoir qu'il ne faut pas monter dans la voiture avec des inconnus ». L'affaire souligne également le fait que l'insuffisance des transports en commun constitue un problème grave dans la campagne roumaine, où l'auto-stop joue un rôle important dans les transports. 
Lucian Gabriel Popescu, le premier homme identifié à tort comme l'auteur présumé, déclare dans un communiqué de presse n'avoir rencontré qu'une seule fois Dincă, alors qu'il travaillait pour le bureau du cadastre local et ne pas le connaitre. Il demande à la presse de ne pas le contacter car sa famille et lui-même sont très touchés par l'affaire.